# Вильялобос, Луис
Луис Рикардо Вильялобос Эрнандес (исп. Luis Ricardo Villalobos Hernández; род. 26 июня 1998, Эль Рефухио, штат Халиско, Мексика) — мексиканский профессиональный шоссейный  и трековый велогонщик, чемпион Мексики по шоссейному велоспорту в индивидуальной гонке (2018), с 1 июля 2019 года выступающий за команду мирового тура «EF Pro Cycling».

## Достижения

### Шоссе
2015
1-й  Чемпион Панамерики — Групповая гонка (юниоры)
1-й  Чемпион Мексики — Групповая гонка (юниоры)
1-й  Чемпион Мексики — Индивидуальная гонка (юниоры)
5-й Tour de l'Abitibi — Генеральная классификация
2016
1-й  Чемпион Панамерики — Индивидуальная гонка (юниоры)
1-й  Чемпион Мексики — Групповая гонка (юниоры)
1-й  Чемпион Мексики — Индивидуальная гонка (юниоры)
2-й  Чемпионат Панамерики — Групповая гонка (юниоры)
2-й Tour de Basse-Saxe juniors (юниоры)
2-й Sint-Martinusprijs Kontich — Генеральная классификация (юниоры)
1-й   — Очковая классификация
1-й — Этап 2
2017
1-й  Каскейд Классик — Очковая классификация
2-й Чемпионат Мексики — Индивидуальная гонка
2-й Чемпионат Мексики — Групповая гонка U23
2018
1-й  Чемпион Мексики — Индивидуальная гонка
5-й Хроно Кристин Армстронг
8-й Тур Юты — Генеральная классификация
1-й   — Молодёжная классификация

### Трек
2015
2-й  Чемпионат Панамерики — Командная гонка преследования (юниоры)
2-й  Чемпионат Панамерики — Мэдисон (юниоры)
3-й  Чемпионат Панамерики — Индивидуальная гонка преследования (юниоры)
3-й  Чемпионат Панамерики — Гонка по очкам (юниоры)
2018
3-й  Чемпионат Панамерики — Индивидуальная гонка преследования